# Phyllanthus vichadensis
Phyllanthus vichadensis là một loài thực vật có hoa trong họ Diệp hạ châu. Loài này được Croizat miêu tả khoa học đầu tiên năm 1945.